# Eutelsat

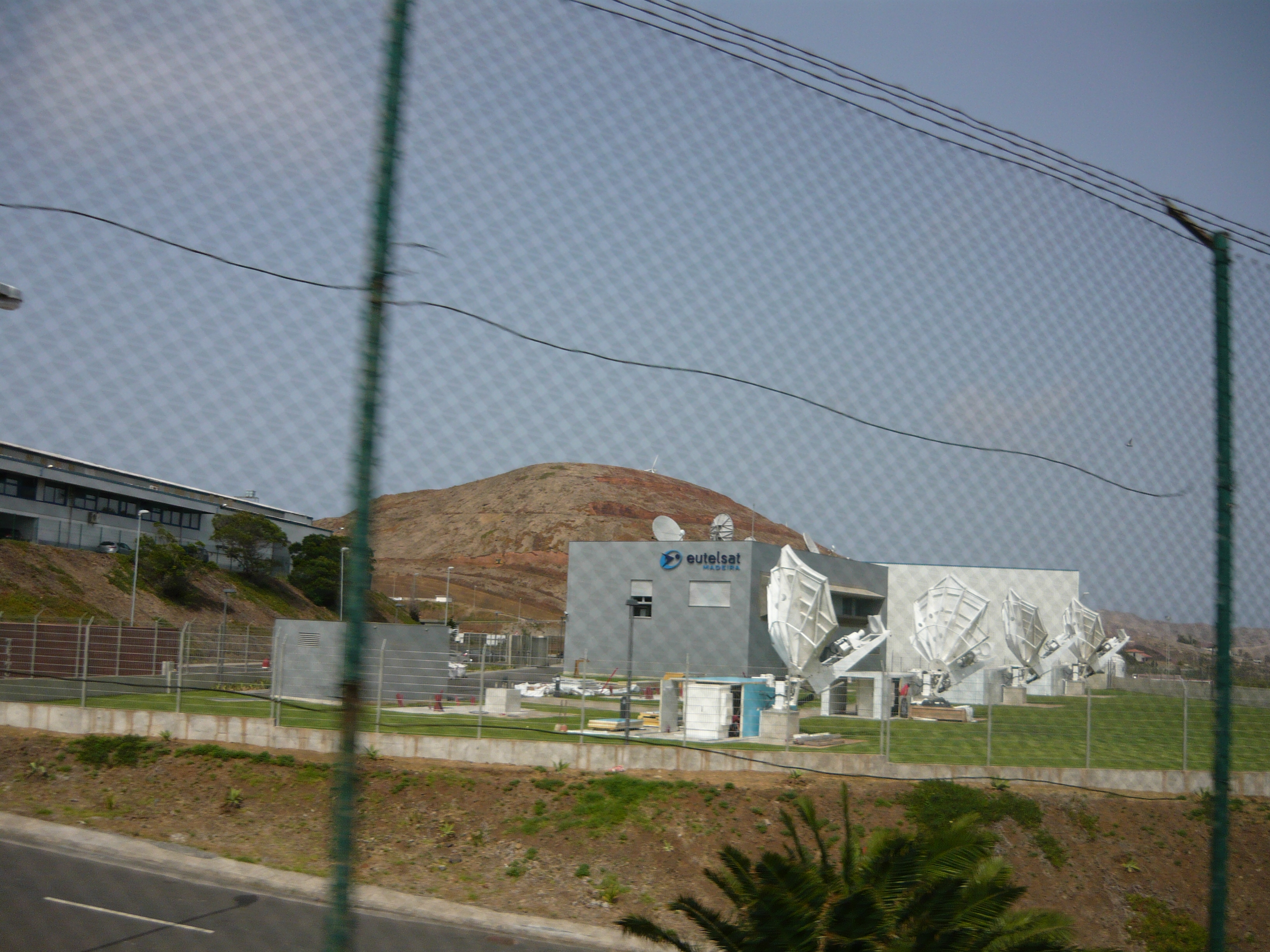
Instal·lacions d'Eutelsat a Madeira

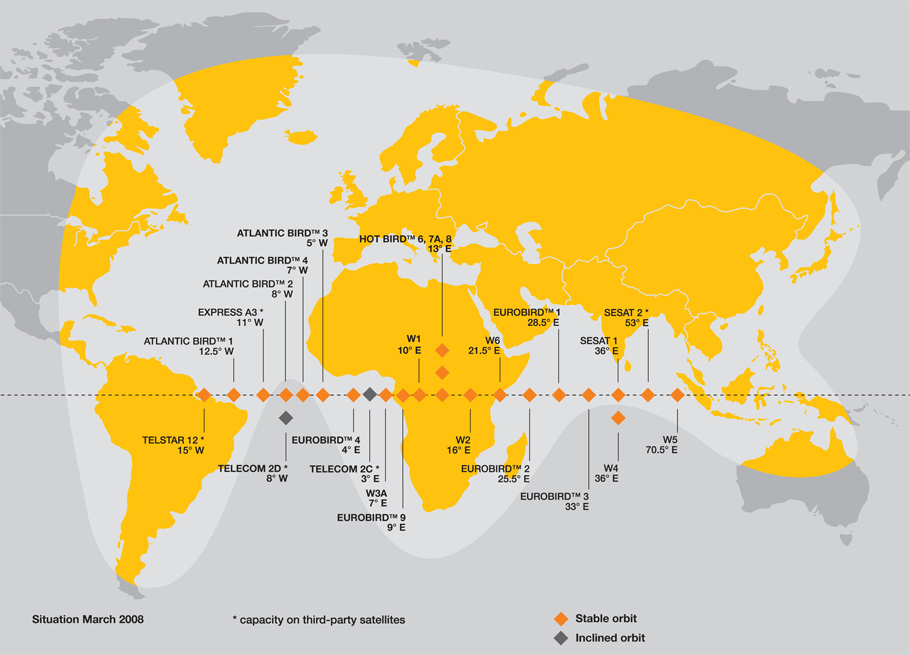
Satèl·lits d'Eutelsat l'any 2008

 Eutelsat  (European Telecommunications Satellite Organization) és una empresa francesa amb seu a París fundada el 1977, que opera 24 satèl·lits de comunicacions sota els noms Hot Bird, Atlantic Bird, EUROBIRD i Eutelsat.
Els satèl·lits d'Eutelsat s'utilitzen per emetre prop de 7.000 estacions de televisió, de les quals 1.400 són en televisió d'alta definició, i 1.100 estacions de ràdio a més de 274 milions de llars per cable i satèl·lit. També compleixen requisits per als serveis de contribució de TV, xarxes corporatives, comunicacions mòbils, connectivitat troncal d'Internet i accés de banda ampla per a aplicacions terrestres, marítimes i de vol. Eutelsat té la seu a París, França. Eutelsat Communications Chief Executive Officer és actualment Eva Berneke.
L'octubre de 2017, Eutelsat va adquirir Noorsat, un dels principals proveïdors de serveis per satèl·lit a l'Orient Mitjà, del grup Orbit Holding de Bahrain. Noorsat és el principal distribuïdor de capacitat d'Eutelsat a l'Orient Mitjà, donant servei als clients de primer nivell i oferint serveis per a més de 300 canals de televisió gairebé exclusivament dels barris líders del mercat d'Eutelsat a l'Orient Mitjà i Àfrica del Nord a 7/8° Oest. i 25,5° Est.
El 26 de juliol de 2022, Eutelsat va anunciar una fusió amb l'operador d'Internet per satèl·lit LEO OneWeb. Quan la fusió es va completar el setembre de 2023, l'empresa es va convertir en una filial d'una nova entitat, "Eutelsat Grup".

## Satèl·lits
Llista de satèl·lits pertanyents a  Eutelsat  en òrbita geoestacionària entre els 15° Oest i 70,5° Est.
| Satèl·lit                   | Localització | Zona de cobertura                         | Llançament       |
| Hot Bird 6                  | 13 ° Est     | Europa, Nord d'Àfrica, Orient Mitjà       | Agost de 2002    |
| Hot Bird 7A                 | 13 ° Est     | Europa, Nord d'Àfrica, Orient Mitjà       | Març de 2006     |
| Hot Bird 8                  | 13 ° Est     | Europa, Nord d'Àfrica, Orient Mitjà       | Agost de 2006    |
| EUROBIRD 1                  | 28,5 ° Est   | Europa                                    | Març de 2001     |
| EUROBIRD 2                  | 25'5 ° Est   | Europa, Nord d'Àfrica, Orient Mitjà       | Octubre de 1998  |
| EUROBIRD 3                  | 33 ° Est     | Europa                                    | Setembre de 2003 |
| EUROBIRD 4 antic Hot Bird 3 | 4 ° Est      | Europa, Nord d'Àfrica, Orient Mitjà       | Setembre de 1997 |
| EUROBIRD 9 antic Hot Bird 2 | 9 ° Est      | Europa, Nord d'Àfrica, Orient Mitjà       | Novembre de 1996 |
| W1                          | 10 ° Est     | Europa, Orient Mitjà, Àfrica              | Setembre de 2000 |
| W2                          | 16 ° Est     | Europa, Orient Mitjà, Àfrica              | Octubre de 1998  |
| W3A                         | 7 ° Est      | Europa, Orient Mitjà, Àfrica              | Març de 2004     |
| W4                          | 36 ° Est     | Àfrica, Rússia                            | Maig de 2000     |
| W5                          | 70'5 ° Est   | Europa, Orient Mitjà, Àsia, Austràlia     | Novembre de 2002 |
| W6                          | 21'5 ° Est   | Europa, Orient Mitjà, Àfrica              | Abril de 1999    |
| SESAT 1                     | 36 ° Est     | Europa, Nord d'Àfrica, Orient Mitjà, Àsia | Abril de 2000    |
| Atlantic Bird 1             | 12'5 · Oest  | Europa, Orient Mitjà, Amèrica             | Agost de 2002    |
| Atlantic Bird 2             | 8 ° Oest     | Europa, Orient Mitjà, Amèrica             | setembre de 2001 |
| Atlantic Bird 3             | 5 ° Oest     | Europa, Amèrica, Àfrica                   | juliol de 2002   |
| Atlantic Bird 4             | 7 ° Oest     | Europa, Nord d'Àfrica, Orient Mitjà       | Febrer de 1998   |

### Futurs satèl·lits
| W2M         | 10 ° Est | Europa, Àfrica, Orient Mitjà         | 2008 |
| W2A         | 16 ° Est | Europa, Àfrica, Orient Mitjà         | 2009 |
| W7          | 36 ° Est | Europa, Àfrica, Orient Mitjà, Rússia | 2009 |
| Hot Bird 9  | 13 ° Est | Europa, Àfrica, Orient Mitjà         | 2008 |
| Hot Bird 10 | 13 ° Est | Europa, Àfrica, Orient Mitjà         | 2009 |

### Llogats
| Telecom 2D             | 8 ° Oest  | Europa                                    | agost de 1996    |
| Telstar 12             | 15 ° Oest | Europa, Amèrica                           | Octubre de 1999  |
| Express A3             | 11 ° Oest | Europa, Nord d'Àfrica, Orient Mitjà       | Juny de 2000     |
| Express AM22 (SESAT 2) | 53 ° Est  | Europa, Nord d'Àfrica, Orient Mitjà, Àsia | Desembre de 2003 |

### Satèl·lits antics
| Satèl·lit  | Posició primària | Comentaris                                    |
| ---------- | ---------------- | --------------------------------------------- |
| 1F1        | 13 ° E           | Llançat 1983, inclinat 1989, retirat 1996     |
| 1F2        | 7 ° E            | Llançat 1984, inclinat 1990, retirat 1993     |
| 1F4        | 13 °/7 ° E       | Llançat 1987, inclinat 1993, retirat 2002     |
| 1F5        | 10 ° E           | Llançat 1988, inclinat 1994, des-orbitat 2000 |
| 2F1        | 13 ° E           | Llançat 1990, inclinat 1999, retirat 2003     |
| 2F2        | 10 ° E           | Llançat 1991, inclinat 2000, retirat 2005     |
| 2F3        | 16 ° E           | Llançat 1991, inclinat 2000, retirat 2004     |
| 2F4        | 7 ° E            | Llançat 1992, inclinat 2001, retirat 2003     |
| Hot Bird 1 | 13 ° E           | Llançat 1995, retirat 2006                    |